# Emin Garibov
Emin Garibov (en russe : Эмин Гарибов ; né le 8 septembre 1990 à Moscou) est un gymnaste russe. 

## Palmarès

### Jeux olympiques
- Londres 2012
  - 14e au concours général individuel
  - 6e au concours par équipes
  - 6e aux barres parallèles
  - 7e à la barre fixe

### Championnats du monde
- Tokyo 2011
  - 4e au concours par équipes
  - 15e au concours général individuel

### Championnats d'Europe
- Moscou 2013
  -  médaille d'or à la barre fixe

- Montpellier 2012
  -  médaille d'or à la barre fixe
  -  médaille d'argent au concours par équipes